# Heinrich Philippsen
Heinrich August Friedrich Philippsen (* 26. Februar 1858 in Schleswig; † 20. März 1936 in Hamburg) war ein deutscher Heimatforscher, der sich besonders um die Geschichte und Kultur seiner Heimatstadt Schleswig verdient gemacht hat.

## Leben
Er musste wegen Armut den Besuch der Domschule in Schleswig abbrechen (O II) und wurde 1877 Aktuar (Gerichtsschreiber) am Amtsgericht. 1884 bis 1921 arbeitete er in der Hamburger Versicherungsbehörde in Altona. 
Die Freundschaft zu dem Heimatforscher Christian Nikolaus Schnittger (1812–1896), dem Verfasser der Erinnerungen eines alten Schleswigers, regte ihn zu eigenen heimatgeschichtlichen Studien an. Er legte eine umfangreiche Bibliothek schleswig-holsteinischer Literatur und eine Sammlung von Bildern an. Der größte Teil seiner Veröffentlichungen beschäftigt sich mit der Geschichte der Stadt Schleswig und ihrer Umgebung.
Heinrich Philippsen heiratete am 11. Dezember 1885 Helene Jepsen, Tochter des Grütz- und Senfmüllers Ove Jepsen. Aus der Ehe gingen vier Kinder hervor: Christian, Max, Drudea und Adelheid. In Schleswig wurde 1928 eine neuere Straße in der Altstadt Heinrich-Phillipsen-Straße nach ihm benannt.

## Schriften
- mit Christian Sünksen: Führer durch das Dannewerk. Hamburg 1903.
- Schleswig-Haithabu, eine Studie zur Geschichte der doppelnamigen Stadt. Schleswig 1925.
- Kurzgefasste Geschichte der Stadt Schleswig und der Schleswiger Knudsgilde. Schleswig 1926.
- Die Entwicklungsgeschichte der Stadt Schleswig vom Jahr 1870 bis auf die Gegenwart. Schleswig 1927.
- Alt-Schleswig. Zeitbilder und Denkwürdigkeiten. Schleswig 1928.
- Der Holm und die Holmer. Schleswig 1935.